# Karmelitinnenkloster Bourges
Das Karmelitinnenkloster Bourges ist ein Kloster der Karmelitinnen in Bourges, Département Cher, im Erzbistum Bourges in Frankreich.

## Geschichte
Das 1617 in Bourges gegründete Karmelitinnenkloster wurde 1792 durch die Französische Revolution aufgelöst. Die zum Tode verurteilten Schwestern überlebten dank des Sturzes von Robespierre und konnten 1803 in der Rue du Puits noir Nr. 6 ein neues Klosterleben beginnen. Dort sind sie noch heute. Im Kloster ist ein Erinnerungsraum für die in Bourges geborene heilige Elisabeth von der Dreifaltigkeit eingerichtet. Die Schwestern haben eine Konkordanz der Schriften Elisabeths veröffentlicht.